# Felix Kolb
Felix Kolb (* 13. Dezember 1973 in Bietigheim) ist ein deutscher Politikwissenschaftler und Aktivist. Er ist Mitgründer der Kampagnenorganisation Campact.

## Biografie
Kolb wuchs in Mainz auf. Als Jugendlicher engagierte er sich in der Naturschutzjugend Rheinland-Pfalz und wurde 1991 deren Landessprecher. Seinen Zivildienst absolvierte er beim Naturschutzbund Rheinland-Pfalz. Von 1994 bis 2000 studierte er an der Universität Bremen Politikwissenschaften. Kolb promovierte an der Freien Universität Berlin über die politischen Auswirkungen von sozialen Bewegungen. Seine Dissertation erschien 2007 im Campus-Verlag und beschäftigte sich mit der Frage, unter welchen Bedingungen Bürgerbewegungen Erfolg haben oder scheitern. Von August 2002 bis zum Juni 2003 war er Visiting Scholar am Institut für Europäische Studie an der Cornell University.

### Aktivist
Ab 1996 engagierte sich Kolb bei X-tausendmal quer, einem Netzwerk gegen Atommülltransporte. Im Jahr 2000 war er gemeinsam mit Sven Giegold, Christoph Bautz und weiteren Mitgründer der globalisierungskritischen Organisation Attac. Er fungierte dort unter anderem als Pressesprecher. 2002 gründete Kolb unter anderem mit Christoph Bautz die Bewegungsstiftung, deren stellvertretender Geschäftsführer er von August 2005 bis März 2008 war.
Im November 2004 gründete Kolb gemeinsam mit Christoph Bautz und Günter Metzges die Kampagnenorganisation Campact. Die Idee dazu brachte Kolb aus den USA mit, wo er die politische Internetplattform MoveOn.org kennenlernte. Der Versuch einen deutschen Ableger von MoveOn.org zu gründen, war vor der Gründung von Campact gescheitert. Seit 2008 ist Kolb bei Campact Geschäftsführender Vorstand. In dieser Funktion brachte er 2015 die österreichische Nichtregierungsorganisation Aufstehn, 2018 die Nichtregierungsorganisation HateAid und das internationale Netzwerk OPEN mit auf den Weg. Er ist zudem im Beirat des Wissenschaftszentrums Berlin für Sozialforschung. 2024 initiierte er mit Ralph Ruthe, Marc-Uwe Kling und Dota Kehr das Projekt teilensWert. Campact erhielt 2011 die Theodor-Heuss-Medaille für bürgerschaftliches Engagement und Zivilcourage.

## Schriften
- Protest and Opportunities. The Political Outcomes of Social Movements. Campus-Verlag, Frankfurt am Main und New York 2007, ISBN 978-3-593-38413-9 (zugleich: Dissertation, FU Berlin).
- (Hrsg.): Damit sich was bewegt. Wie soziale Bewegungen und Protest Gesellschaft verändern. VSA-Verlag, Hamburg 2007, ISBN 978-3-89965-252-9.